# 間宮芳生
間宮芳生（日语：／ Mamiya Michio，1929年6月29日—2024年12月11日）,，日本作曲家、編曲家。

## 生平
出生於北海道旭川市，在青森縣青森市長大。畢業於東京音樂學校（现东京艺术大学）作曲系。1953年，與外山雄三、林光組成『山羊之會』。
間宮芳生曾為1970年世界博覽會官方長篇記錄片、動畫《大提琴手高修》、日本廣播公司NHK電視劇《龍馬來了》、電影《太陽王子》、電影《再見螢火蟲》創作配樂。

## 獲奬
第一屆《每日藝術獎》

## 主要作品

### 管弦樂
- 兩個場景（1965）
- Tableau（1985）
- 5畫樂團（金澤合奏樂團委約）（1965）
- 樂隊協奏曲（1965）
- 樂隊小夜曲（1965）

### 吹奏樂
- 「岩木」進行曲

#### 全日本吹奏樂大賽課題曲
- 吹奏樂序曲（1986）
- 《加泰羅尼亞的榮光》進行曲（1990）
- 我們採摘漿果的舞蹈（1994）

### 協奏曲
- 第1號 - 第4號鋼琴協奏曲
- 第1號 - 第2號小提琴協奏曲
- 大提琴協奏曲

### 室樂
- 為小提琴和鋼琴奏鳴曲
- 第1號 - 3號大調鋼琴奏鳴曲
- 第1號 - 3號弦樂四重奏
- 無伴奏大提琴奏鳴曲
- 無伴奏小提琴奏鳴曲
- 第1號 - 2號尺八的前奏曲
- 五首芬蘭民歌，為大提琴和鋼琴
- KIO尺八和大提琴（KIO）

### 聲樂
- 日本民歌集1-7
- 小夜曲1-3號
- “郵票”的藝術歌曲

### 合唱團
- 第1號 - 第17號合唱作品（コンポジション）
- 《五個孩子的歌》童聲合唱（女合唱團）
- 日本女聲合唱團民歌
- 《聖母憐子圖》五混聲合唱（1970 /大久保景造）
- 兒童合唱曲「三色草子」（1980）
- 我的天空的另一邊（1991/  友竹辰）
- 男聲合唱《你要成為花粉的聲音》

### 歌劇
- 昔日人們購買太郎武士的故事（若林一郎 劇本）
- 鳴神（間宮芳生 劇本）

### 電影，電視，音樂
- 1970年世界博覽會官方長篇記錄片
- 動畫大提琴手高修
- 日本廣播公司NHK電視劇龍馬來了
- 電影太陽王子 霍爾斯的大冒險
- 電影再見螢火蟲

## 書
- 當代音樂歷險記（岩波書店）
- 樹之歌

### 翻譯
- 貝拉·巴托克 - 匈牙利民歌（伊東信宏雙語歌詞 全音楽譜出版社1995年）

## 外部連結
- 間宮芳生 代表作  （页面存档备份，存于）
- 作品集 [永久]